# Igawa Yusuke
Yusuke Igawa (sinh ngày 30 tháng 10 năm 1982) là một cầu thủ bóng đá người Nhật Bản.

## Sự nghiệp câu lạc bộ
Yusuke Igawa đã từng chơi cho Gamba Osaka, Sanfrecce Hiroshima, Nagoya Grampus Eight và Kawasaki Frontale.